# Beschuss des Airbus A300 OO-DLL der European Air Transport
Am 22. November 2003 wurde ein Airbus A300B4-203F-Frachtflugzeug der European Air Transport (dba DHL) mit dem Kennzeichen OO-DLL kurz nach dem Abheben in Bagdad, Irak, an der linken Tragfläche von einer Flugabwehrrakete getroffen. Die starke Beschädigung verursachte einen Brand sowie den Totalausfall der hydraulischen Flugsysteme. Weil der äußere linke Tragflächentank (1A) beim Start vollständig befüllt gewesen war, gab es keine Kerosin-Luft-Dampfexplosion. Das Feuer zerstörte den Tank 1A komplett und beschädigte die untere Tragflächenstruktur erheblich. Zudem leckte der weiter in Richtung Rumpf gelegene Tank 1.
Die drei Besatzungsmitglieder entschieden sich zur Rückkehr nach Bagdad und konnten das beschädigte Flugzeug dort durch Variieren der Triebwerkleistungen landen. Nach der Landung geriet das Flugzeug auf den unbefestigten Grund neben der Piste.
Die Reporterin Claudine Vernier-Palliez vom französischen Wochenmagazin Paris Match begleitete ein Saddam-Fedajin-Kommando bis zum Angriff auf das Flugzeug.

## Hintergrund
Das Flugzeug hob um 06:30 UTC vom Flughafen Bagdad in Richtung Flughafen Bahrain ab. Die Crew war erfahren und bestand aus zwei Belgiern, dem 38-jährigen Kapitän Éric Gennotte und dem 29-jährigen Ersten Offizier Steeve Michielsen, und einem Schotten, dem 54-jährigen Flugingenieur Mario Rofail. Der Kapitän hatte insgesamt 3.300 Flugstunden (davon mehr als die Hälfte auf dem Typ Airbus A300), der Erste Offizier 1.275 Flugstunden und der Flugingenieur 13.423 Flugstunden aufzuweisen.

## Flugverlauf
Der Start wurde aufgrund des geringen Gewichts des nur leicht beladenen Flugzeugs lediglich mit ausgefahrenen Vorflügeln (Slats), jedoch ohne sonstige Auftriebshilfen (Flaps) ausgeführt. Um das Risiko eines Raketeneinschlags zu minimieren, stieg das Flugzeug nach dem Abheben schnell. Auf Fluglevel 080 (etwa 2.450 Metern) wurde der Airbus von einer 9K34 Strela-3-Flugabwehrrakete an der linken Tragfläche getroffen. Das nach unten austretende Kerosin verursachte ein Feuer; zudem fiel die Hydraulik aus, was einen Kontrollverlust zur Folge hatte. Das Flugzeug stieg mehrere Male rasch auf eine größere Höhe, bevor es ebenso schnell wieder in niedere Höhen ging (siehe auch Phygoide).
Wie beim Unfall des United-Airlines-Flugs 232 konnte der Kapitän das Flugzeug nur mit Hilfe der Triebwerksleistung und des asymmetrischen Variierens derselben steuern. Der Flugingenieur nutzte die Schwerkraft, um das Fahrwerk auszufahren, was normalerweise mittels der Hydraulik erfolgt. Das frühe Ausfahren des Fahrwerks trug wesentlich zu einer sicheren Landung bei, da der Airbus so abgebremst und stabilisiert wurde.
Die Crew testete etwa 10 Minuten lang, wie sich das Flugzeug ohne Hydraulik allein unter Einsatz der Triebwerke kontrollieren ließ. Eine asymmetrische Schubverteilung bewirkte eine Kursänderung um die Gierachse (rechts-links). Bei einer Geschwindigkeit von knapp 400 km/h (215 Knoten) hielt die Maschine annähernd eine konstante Höhe. Eine höhere Geschwindigkeit leitete einen Steigflug, eine niedrigere einen Sinkflug ein. Hierbei war aber zu beachten, dass sich die Geschwindigkeit während des Steigens bzw. Sinkens veränderte, so dass eine ständige Nachkorrektur der Schubkraft erfolgen musste.
Nach einer mäandernden Flugbahn konnte die Mannschaft eine Rechtskurve fliegen und mit dem Anflug auf den Flughafen Bagdad beginnen.

## Endanflug und Notlandung
Während des Endanflugs musste Rofail die Geschwindigkeit und Schubkraft genau im Auge behalten, um die Sinkrate zu kontrollieren und ein Absacken der Flugzeugnase in Bodennähe zu verhindern. Der Anflug erfolgte daher mit deutlich überhöhter Geschwindigkeit.
Genotte und Michielsen bereiteten eine Landung auf Piste 33R vor. Da aber das Flugzeug nach rechts abdriftete, entschied sich Genotte, auf der kürzeren Piste 33L zu landen. Die Sicht war hervorragend und die Piloten führten einen kontrollierten Landeanflug durch. Sie wussten, dass sie die Triebwerke nicht drosseln konnten, ohne zu riskieren, dass die Nase oder eines der Triebwerke den Boden berühren.
Auf einer Höhe von etwa 400 Fuß (120 Meter) geriet das Flugzeug außer Kontrolle und rollte nach rechts. Die Mannschaft konnte das Flugzeug vor der Landung wieder in Balance bringen; jedoch setzte das Flugzeug nicht in der Mitte der Piste auf. Rofail (der Flugingenieur) aktivierte umgehend den vollen Umkehrschub, um das Flugzeug zu bremsen. Dennoch drehte der Airbus von der Piste ab und kam nach rund 1000 Metern zum Stillstand.

## Nach dem Unglück und Auszeichnungen
Die Honourable Company of Air Pilots ehrte die Crew mit dem Hugh Gordon-Burge Memorial Award. Dieser Award wird Mannschaften verliehen, deren außerordentliches Handeln wesentlich zur Rettung des Flugzeugs oder der Passagiere beitrugen, oder einen wesentlichen Beitrag zu einer Sicherheitsverbesserung im Luftverkehr beitrugen.
Die Flight Safety Foundation verlieh der Mannschaft den FSF Professionalism Award in Flight Safety für ihre „außerordentlichen Fähigkeiten im Fliegen ihres Flugzeugs zu einer sicheren Landung nach einem Flugabwehrraketeneinschlag nach dem Start in Bagdad, Irak“.
Im Mai 2006 hielten Kapitän Éric Genotte und Testpilot Armand Jacob in Toulouse einen Vortrag mit dem Titel „Landing an A300 Successfully Without Flight Controls“ (etwa „einen A300 erfolgreich ohne Steuersysteme landen“).
Zusätzlich zum Flügelschaden und einem beschädigten Fahrwerk erlitten beide Triebwerke Beschädigungen durch eindringende Erde. Das bereits alternde Flugzeug wurde nicht mehr benutzt und befand sich auch noch im Jahr 2011 auf dem Flughafen Bagdad.